# Bokullen
Bokullen är ett naturreservat i Nössemarks församling, i Dals-Eds kommun i Dalsland.
Reservatet avsattes 1999 och omfattar 122 hektar. Det är beläget vid sjön Stora Les västra strand. Det omfattar huvudsakligen en stor bergkulle som reser sig ca 100 m över sjön Stora Le samt delar av ögruppen Navarsöarna i områdets sydostligaste del.
Området är ett av de få större kvarvarande exemplen på de naturskogar som ursprungligen fanns i nordvästligaste Dalsland.
Den skog som finns på Bokullen är drygt 100 år, med riklig mängd död ved som sannolikt härbärgerar hotade insekter. Många fågelarter, som vitryggig och tretåig hackspett, är i sin tur beroende av insekterna för sin föda. Inom området finns en mycket värdefull lavflora, 
Området ingår i EU:s ekologiska nätverk av skyddade områden, Natura 2000. 
Det förvaltas av Västkuststiftelsen.